# 프로아일루루스
프로아일루루스(Proailurus)는 신생대 제3기 올리고세와 마이오세 중기에 살던 포유류 식육목 고양이과 프로아일루루스속(Proailurus)에 속하는 동물이다. 현행 고양이와 사향고양이, 살쾡이, 구름표범류의 직계 조상이었다. 프로아일루루스의 화석은 프랑스와 아프리카에서 발견되었다. 육지와 나무 위를 자유자재로 오갔던 것으로 보인다.

## 개요
1779년 프랑스의 셍 제라르-드 뢰의 약3300만년 전~2300만년 전의 퇴적층에서 발견되었으며 프로아일루루스 라마넨시스라 이름이 붙여졌다. 당시에는 고양이 화석 정도로 여겨졌으나 3300~2000만년 전의 것으로 알려진 것은 19세기 중반 이후였다. 현재의 고양이, 사향고양이, 살쾡이류의 선조로 생김새는 사향고양이와 살쾡이, 구름표범류와 닮았으나 크기는 족제비 크기였다. 다리의 길이는 40cm미터 정도이며, 외관상 고양이와 유사하나 현재의 고양이나 사향고양이들보다는 아래턱에 이빨이 더 많이 나 있다.
동시대를 살던 검치호의 일종인 님라부스과와 근연종이었으며, 마이오세에 살던 프슈델루루스로 진화하였다. 팔다리는 유연하여 나무와 나무, 높은 곳을 잘 기어 오르고 나무를 타기도 했다. 주로 원시 쥐, 두더지 등의 초기 설치류와 초기 영장류를 잡아먹었다.
프슈델루루스 외에도 아프리카 리비아의 게벨젤텐에서 발견된 마이오세 초기의 아프리카 고양이 아프로스밀루스 아프리카누스의 선조로도 추정된다.

## 기타
프로아일루루스는 유라시아와 아프리카 대륙에서 생존했을 것으로 추정된다. 훗날의 검치호인 스밀로돈과 사벨타이거, 호모테리움류의 선조가 된 노에필리드속이나 올리고세 무렵 아메리카 대륙에 서식하던 디닉티스 등이 속하는 님라부스과는 근연종으로 같은 조상에서 진화하였다.
프로아일루루스의 친척인 님라부스과는 유럽과 아메리카에 생존하던 종으로, 덩치가 작았던 프로아일루루스는 님라부스과나 검치호류의 먹이가 되었다.

## 같이 보기
- 님라부스과
- 고양이
- 사향고양이
- 살쾡이